# Ctenucha clavia
Ctenucha clavia là một loài bướm đêm thuộc phân họ Arctiinae, họ Erebidae.